# Bryopsis
Bryopsis é um género de algas, pertencente à família Bryopsidaceae. Com frequência é uma praga em aquários, onde é comumente conhecida como alga filamentosa.

## Espécies
| - Bryopsis adriatica - Bryopsis africana - Bryopsis australis - Bryopsis cespitosa - Bryopsis corticulans - Bryopsis corymbosa - Bryopsis cupressina - Bryopsis cupressoides - Bryopsis dasyphylla - Bryopsis derbesioides - Bryopsis dichotoma - Bryopsis duplex - Bryopsis eckloniae - Bryopsis feldmannii - Bryopsis flagellata - Bryopsis foliosa - Bryopsis galapagensis - Bryopsis gemellipara - Bryopsis halliae | - Bryopsis harveyana - Bryopsis hypnoides - Bryopsis implexa - Bryopsis indica - Bryopsis lubrica - Bryopsis lyngbyei - Bryopsis macraildii - Bryopsis macrocarpa - Bryopsis magellanica - Bryopsis maxima - Bryopsis minor - Bryopsis muscosa - Bryopsis myosuroides - Bryopsis nana - Bryopsis palliolatis - Bryopsis penicillum - Bryopsis pennata - Bryopsis pennulata - Bryopsis peruviana | - Bryopsis plumosa - Bryopsis pottsii - Bryopsis profunda - Bryopsis pusilla - Bryopsis ramulosa - Bryopsis rhizophora - Bryopsis robusta - Bryopsis rosea - Bryopsis ryukyuensis - Bryopsis salvadoreana - Bryopsis secunda - Bryopsis spinescens - Bryopsis stenoptera - Bryopsis tenuis - Bryopsis thuyoides - Bryopsis triploramosa - Bryopsis vestita |